# Pia Lindström
Friedel Pia Lindström (Estocolmo, 20 de setembro de 1938) é uma ex-atriz e jornalista sueco-estadunidense e a primeira filha da atriz Ingrid Bergman.

## Vida e carreira
Lindström é a única filha de Ingrid Bergman e seu primeiro marido, o neurocirurgião sueco Petter Lindström.  Ela foi muito afetada pela separação dos seus pais, quando sua mãe os deixou para viver com o diretor italiano Roberto Rossellini. Petter processou Ingrid por abandono e travou uma batalha pela custódia de sua filha. Pia só foi se reencontrar com a mãe em 1957. Seu meio-irmão, Roberto Ingmar Rossellini, nasceu em 7 de fevereiro de 1950, e Ingrid Bergman se casou com Roberto Rossellini em 24 de maio de 1950. Em 18 de junho de 1952, nasceram as meias-irmãs gêmeas de Lindström, Isabella e Isotta Rossellini.
Lindström começou sua carreira como repórter na KGO-TV em São Francisco em 1966 e em 1971 foi para a WCBS-TV na cidade de Nova York .
De 1973 a 1997, foi âncora de jornal e também crítica de teatro e artes para a WNBC-TV. Ela fez aparições na televisão e atuou (principalmente em filmes italianos) antes de se tornar correspondente de notícias. Seus filmes italianos incluem Matrimônio à Italiana (1964), A Mulher do Lago (1965) e As Rainhas (1966). Durante sua carreira, ela recebeu dois prêmios Emmy por seu trabalho como jornalista, bem como o prêmio de Broadcaster da Associated Press.

## Vida pessoal
Casada três vezes, Lindström tem dois filhos, Justin e Nicholas Daly, de seu segundo casamento, com Joseph Daly. Eles se casaram em 28 de dezembro de 1971. Ela é atualmente casada com o advogado Jack H. Carley.